# Borino
Borino (Bulgaars: Борино) is een dorp in de Bulgaarse oblast Smoljan. Het dorp is het administratieve centrum van de gelijknamige gemeente Borino, bestaande uit vier overige dorpen. Op 31 december 2018 telde het dorp Borino 2.218 inwoners, terwijl de gemeente Borino 3.087 inwoners had. 

## Geografie
De gemeente Borino ligt in het westelijke deel van de  oblast Smoljan. De gemeente Borino heeft een oppervlakte van 173 km2. De gemeente ligt in het hart van het Rhodopegebergte. Het reliëf van de gemeente Borino is relatief bergachtig en wordt gekenmerkt door het landschappelijke karakter en het schone milieu. De hellingen op het middelgebergte zijn zeer geschikt voor landbouw. 
De gemeente grenst aan de volgende gemeenten: in het westen aan den gemeente Dospat; in het noorden aan de gemeente  Batak; in het oosten aan de gemeente  Devin en in het zuiden aan Griekenland. Het hoogste punt in de gemeente Borino heet Doerdaa, is 1693 meter hoog en ligt op de grens tussen het dorp  Jagodina en  de gemeente  Devin.

## Nederzettingen
De gemeente Borino bestaat uit vijf dorpen. 
| dorp Borino     | село Борино   | Karabulak (tot 1934) | 2.512 |
| dorp Jagodina   | село Ягодина  | Balaban              | 501   |
| dorp Boejnovo   | село Буйново  | Neali, Popovo        | 362   |
| dorp Tsjala     | село Чала     | -                    | 169   |
| dorp Kozjari    | село Кожари   | Dericiler            | 97    |
| gemeente Borino | община Борино | Karabulak İlçesi     | 3.641 |

## Bevolking
De gemeente Borino groeide vrij snel gedurende de eerste helft van twintigste eeuw, maar sinds de val van het communisme loopt de bevolking in een rap tempo terug. 
| dorp Borino     | 1.457 | 1.834 | 2.687 | 2.885 | 2.745 | 2.512 |
| dorp Jagodina   | 419   | 521   | 549   | 646   | 580   | 501   |
| dorp Boejnovo   | 467   | 394   | 416   | 407   | 439   | 362   |
| dorp Tsjala     | 210   | 220   | 211   | 214   | 205   | 169   |
| dorp Kozjari    | 231   | 284   | 329   | 173   | 140   | 97    |
| gemeente Borino | 2.784 | 3.253 | 4.192 | 4.325 | 4.109 | 3.641 |

#### Etniciteit
Begin twintigste eeuw bestond de bevolking van de gemeente Borino uitsluitend uit etnische Bulgaarse Turken. In de loop van de geschiedenis hebben er veel Pomaken/Bulgaren zich in de gemeente gevestigd. Sindsdien is de bevolking van de gemeente Borino gemengd: verhoudingsgewijs beschouwt 64% van de bevolking zich als Turken en 34% van de bevolking beschouwt zichzelf als Bulgaren.
De Bulgaarse Turken vormen de grootste bevolkingsgroep in het dorp Borino (90%). De geïslamiseerde Bulgaren (ofwel Pomaken) wonen in de overige vier dorpen. Er leven verder vijf zigeuners, allen in het dorp Borino.

#### Religieuze samenstelling
Net als in veel afgelegen plattelandsgebieden in Bulgarije heeft één op de drie mensen heeft niet gereageerd op de vraag over religie tijdens de volkstelling van 2011.
De grootste religie is de islam met 84% van de bevolking. Zowel de etnische Turken (in het dorp Borino) als de etnische Bulgaren (in de dorpen Jagodina en Tsjala) zijn islamitisch. Slechts 7% van de bevolking beschouwt zichzelf als aanhanger van de  Bulgaars-Orthodoxe Kerk: zij leven vooral in de dorpen Boejnovo en Kozjari. Verder heeft 3% van de bevolking geen religie en 6% wil liever geen antwoord geven op deze vraag.
Banite · Borino · Devin · Dospat · Madan · Nedelino · Roedozem · Smoljan · Tsjepelare · Zlatograd